# Tang Hui-Wen
Tang Hui-Wen (26 de noviembre de 1972) es una deportista taiwanesa que compitió en taekwondo.
Ganó dos medallas en el Campeonato Mundial de Taekwondo en los años 1991 y 1993, y tres medallas en el Campeonato Asiático de Taekwondo entre los años 1992 y 1996. En los Juegos Asiáticos de 1998 consiguió una medalla de oro.

## Palmarés internacional
| Representando a China Taipéi |                             |                   |           |
| Campeonato Mundial           |                             |                   |           |
| Año                          | Lugar                       | Medalla           | Categoría |
| 1991                         | Atenas (Grecia)             | Medalla de bronce | –47 kg    |
| 1993                         | Nueva York (Estados Unidos) | Medalla de oro    | –51 kg    |
| Juegos Asiáticos             |                             |                   |           |
| Año                          | Lugar                       | Medalla           | Categoría |
| 1998                         | Bangkok (Tailandia)         | Medalla de oro    | –47 kg    |
| Campeonato Asiático          |                             |                   |           |
| Año                          | Lugar                       | Medalla           | Categoría |
| 1992                         | Kuala Lumpur (Malasia)      | Medalla de plata  | –47 kg    |
| 1994                         | Manila (Filipinas)          | Medalla de plata  | –51 kg    |
| 1996                         | Melbourne (Australia)       | Medalla de oro    | –51 kg    |